# ساندرا أوه
ساندرا أوه ممثلة كندية من مواليد 20 يوليو 1971، حاصلة على جائزة الغولدن غلوب 2006 لأفضل ممثلة في دور مساند في مسلسل عن دورها في مسلسل غريز أناتومي، كما حصلت بنفس الدور على جائزة نقابة ممثلي الشاشة 2006 لأفضل ممثلة في دور مساند في مسلسل درامي وجائزة أفضل مجموعة، كما حصلت على جائزة نقابة ممثلي الشاشة 2004 لأفضل فريق ممثلين في فيلم كوميدي عن فيلم سايدويز.

## روابط خارجية
- ساندرا أوه على موقع IMDb (الإنجليزية)
- ساندرا أوه على موقع ميتاكريتيك (الإنجليزية)
- ساندرا أوه على موقع الموسوعة البريطانية (الإنجليزية)
- ساندرا أوه على موقع روتن توميتوز (الإنجليزية)
- ساندرا أوه على موقع ألو سيني (الفرنسية)
- ساندرا أوه على موقع تيرنر كلاسيك موفيز (الإنجليزية)
- ساندرا أوه على موقع أول موفي (الإنجليزية)
- ساندرا أوه على موقع قاعدة بيانات برودواي على الإنترنت (الإنجليزية)
- ساندرا أوه على موقع قاعدة بيانات الأفلام السويدية (السويدية)
- ساندرا أوه على موقع إن إن دي بي (الإنجليزية)